# Asesinato de Gabby Petito
Gabrielle Venora "Gabby" Petito (Blue Point, condado de Suffolk, Nueva York 19 de marzo de 1999-c. 27 de agosto de 2021) fue una youtuber e instagramer estadounidense. Fue denunciada como desaparecida el 11 de septiembre de 2021 después de que su prometido regresara sin ella el día 1 del mismo mes y no quisiera colaborar con las autoridades sobre su paradero. La pareja se encontraba realizando un viaje en el que visitarían varios parques nacionales del oeste de Estados Unidos. Su familia perdió contacto con ella a finales de agosto cuando estaba cerca del Parque Nacional de Grand Teton.

## Trasfondo
Petito y su prometido, Brian Chistopher Laundrie, eran novios de la infancia en el condado de Suffolk (Nueva York). Gabrielle Petito se graduó el Bayport-Blue Point High School en 2017, y vivió en Blue Point (Nueva York) hasta que se mudó con los padres de Laundrie a North Port (Florida) en 2019. Partieron de Nueva York el 2 de julio de 2021 para un viaje de cuatro meses de acampada, en una furgoneta Ford Transit Connect 2012 convertida en caravana. La pareja estaba documentando su viaje a través del país en la cuenta de YouTube de Petito, Nomadic Statik, así como en sus cuentas de Instagram y el último vídeo se publicó en agosto de 2021, tres semanas antes de su desaparición.

### Incidente doméstico
El 12 de agosto de 2021, la policía de Moab (Utah) intervino en una disputa doméstica entre la pareja que resultó en una parada en la carretera. Un testigo que llamó al 911 afirmó que la pareja se estaba peleando cerca de la Moonflower Community, declarando que Petito había golpeado a Laundrie en el brazo antes de intentar trepar por la ventana del lado del conductor. Cuando llegó la policía, tuvieron que detener la furgoneta cerca de la entrada al Parque Nacional de los Arcos y los agentes se encontraron a Petito llorando desconsoladamente en el asiento del pasajero. Ella les dijo que estaba lidiando con su salud mental. El agente que respondió escribió en su informe que «Gabrielle no dejó de llorar, respirar con dificultad o redactar una oración sin tener que secarse las lágrimas, secarse la nariz o frotarse las rodillas con las manos en ningún momento de mi investigación»
Laundrie declaró que los dos habían empezado a discutir en la ciudad y mencionó que la tensión emocional que habían acumulado debido a que habían viajado juntos durante cuatro a cinco semanas resultó en un aumento de las discusiones. Ambos estuvieron de acuerdo en que Petito había golpeado a Laundrie, ya que a ella le preocupaba que la dejara sola y varada en la ciudad después de que él se subiera a la furgoneta. En el informe, los agentes describieron a Petito como la sospechosa porque "el hombre trató de crear distancia diciéndole a Gabby que saliera a caminar para calmarse… ella no quería separarse de él y comenzó a abofetearlo". Ella mostraba indicios de ansiedad por separación. Él la agarró por la cara y la empujó hacia atrás mientras ella presionaba sobre él y la furgoneta".
No se presentaron cargos y la policía dispuso que Laundrie pasara una noche en un hotel y que Petito se quedara en la furgoneta, con el fin de separar a los dos después de caracterizar el incidente como una crisis de salud mental y emocional en lugar de una agresión doméstica. En los siguientes días, dejaron Moab y viajaron 370 km hasta Salt Lake City.

## Desaparición
El 17 de agosto Laundrie partió en un vuelo a Florida, supuestamente para recoger unas pertenencias que necesitaba. El día 19, Gabby publicó un video en Youtube con sus vivencias. El 22 de agosto Gabby habló con Jackson, su anterior novio, y le comentó que quería dejar su actual relación. Al día siguiente regresó Laundrie de su viaje y continuaron su periplo. 
Según el personal del hotel, Petito se hospedó en un hotel cerca del aeropuerto internacional de Salt Lake City el 24 de agosto de 2021. La madre de Petito, Nichole Schmidt, declaró que su hija le había dicho que viajaban desde Salt Lake City (Utah) al Parque Nacional de Yellowstone y que habló con ella por última vez en FaceTime el 25 de agosto, fecha en la que Petito dijo estar en el parque nacional de Grand Teton, al sur de Yellowstone. Ese día realizó su última publicación en Instagram y videollamada a su familia. 
El 27 de agosto la pareja fue vista en el restaurante de comida mexicana The Merry Piglets. Los testigos afirmaron que se produjo una fuerte discusión entre ambos tras lo cual Laundrie se marchó sin abonar la cuenta aunque posteriormente regresó al local. Jackson, antiguo compañero sentimental de Petito declaró posteriormente que encontró una llamada perdida en su teléfono por aquella hora.
Inmediatamente después, la pareja quedó grabada en el supermercado Whole Foods en Jackson (Wyoming) a las 14.11 h, siendo la última vez que se vio a Gabby Petito con vida. Laundrie, que conducía la furgoneta, fue grabado cerrando violentamente la puerta del conductor. La investigación posterior demostró que la furgoneta fue grabada en Spread Creek entre las 18.00 y las 18.30 h, a raíz de un video publicado en redes sociales, sin signos de actividad en ella. A las 18.15 Petito mandó el último mensaje a su madre, relativo a que podría ganar más dinero viajando sola.
Informes posteriores apuntaron que Petito a las 20.32 h podría estar con vida, al haber actividad en su ordenador portátil, moviendo archivos al disco duro. El día siguiente (28 de agosto) no hay ningún indicio que apunte a que Petito estuviese con vida.
El 28 de agosto Brian Laundrie se desplazó caminando, sin la furgoneta, hasta Colter Bay Village, al norte, mientras hacía fotos de paisajes y restos óseos de animales. Mientras se desplazaba, Laundrie mandó mensajes al móvil de Petito.
El 29 de agosto los registros telefónicos demostraron que Laundrie contactó con sus padres a las 13:20 h en una llamada de unos 55 minutos y poco después sus padres telefonearon a un abogado en Nueva York, siguiendo haciendo llamadas hasta las 15:30 h. El 29 de agosto a las 17.55 h fue recogido por Miranda Baker, una tiktoker que hacía un blog, y su novio hacia Jackson Lake Dam en dirección sur, dejándolo a las 18.30 h. Ese mismo día otra testigo, Norma Jean Valovec, recogió a Laundrie entre las 18.30 o 18.45 h, dejándolo en Spread Creek donde estaba la furgoneta, completando así una travesía circular. También se comprobó que se intercambiaron mensajes entre ambos móviles, sugiriendo que Laundrie manipulaba ambos terminales para crearse una coartada.
El 30 de agosto Brian partió solo hacia Florida, pagando en las gasolineras con la tarjeta bancaria de Petito, mandó un mensaje desde el móvil de Petito a su madre preguntando por Stan (abuelo de Petito) y realizando una transferencia de 700$ desde la cuenta de Petito a la suya. En estos mensajes de texto, su autenticidad está en cuestionamiento. Las transferencias, presuntamente realizadas por Laundrie a sí mismo, sirvieron para imputarle un delito federal.
Brian Laundrie regresó a Florida con la furgoneta el 1 de septiembre, sin Petito. La familia de Petito denunció su desaparición el 11 de septiembre de 2021, tras tampoco obtener respuesta a las llamadas realizadas a la familia de Brian. Ese mismo día, Brian ya había regresado a casa de sus padres con la furgoneta. Sus padres no colaboraron con la policía, remitiéndola a su abogado, así que la policía requisó la furgoneta para su análisis.
El 17 de septiembre, los funcionarios informaron que Brian Laundrie había desaparecido.
También el 17 de septiembre, se supo que la tiktoker Miranda Baker publicó una serie de vídeos que indicaban que había recogido a Laundrie el 29 de agosto haciendo autostop solo en el Parque Nacional de Grand Teton.

## Investigación
Laundrie ejerció su derecho constitucional a no hablar con la policía mientras la investigación estaba en curso. Contrató a un abogado y se le consideró una persona de interés en el caso. Sus padres se negaron a contactar con las fuerzas del orden y con la familia Petito y, en su lugar, dirigieron todo contacto a través del abogado de la familia, que le aconsejó a Laundrie que se negase a declarar. Asimismo, el abogado emitió una declaración en la que afirmaba que, según su experiencia, las parejas íntimas suelen ser la primera persona en la que las fuerzas del orden público se centran y que cualquier declaración que se hiciera se usaría en su contra, por lo que le había aconsejado a Laundrie que permaneciera en silencio. Si bien no se acusó a Brian Laundrie de ningún delito hasta el 17 de septiembre de 2021, la policía de North Port investiga el caso junto con la Oficina Federal de Investigaciones (FBI) y el Departamento de Policía del Condado de Suffolk de Nueva York.
Más tarde, se recuperó la furgoneta en la casa de la familia de Laundrie y la policía investigó el vehículo para encontrar posibles pruebas adicionales.
El 19 de septiembre de 2021, las autoridades anunciaron que habían encontrado un cuerpo coincidente con la descripción de Petito en el bosque nacional de Bridger-Teton, en la zona de Spread Creek. El cuerpo estaba en postura fetal con una sudadera sobre su costado izquierdo, con el pelo asomando por la capucha. Cerca del cuerpo había lo que parecían cenizas o restos de una hoguera. Dos días después la autopsia confirmó que el cuerpo era el de Petito y su muerte se declaró un homicidio, aunque aún no se había confirmado la causa por la que murió.
El 20 de septiembre, el FBI registró la casa de Laundrie, declarándola escena del crimen.
El 11 de octubre de 2021 el Dr. Brent Blue, médico forense de Wyoming, confirmó que la muerte de Gabby Petito fue por estrangulamiento. Además añadió que Petito murió entre tres a cuatro semanas antes de que el cuerpo fuese hallado el 19 de septiembre.
Con base en la información de la familia de Laundrie sobre su posible paradero, el FBI y la policía buscaron a Laundrie en los 100 km2 de Carlton Reserve, un parque denomimado Myakkahatchee Creek Enviromental Park del condado de Sarasota aproximadamente a 21 km al noroeste de North Port. El 20 de octubre, junto con los funcionarios encargados de hacer cumplir la ley, los padres de Laundrie buscaron un sendero en el parque ambiental Myakkahatchee Creek que a menudo era utilizado por Laundrie, pero que recientemente había estado bajo el agua debido a las inundaciones. Se descubrieron artículos pertenecientes a Laundrie, así como restos humanos, y se entregaron a las fuerzas del orden, y el parque se cerró después de haber sido reabierto el día anterior. Después de un análisis, las autoridades confirmaron a las agencias de noticias estadounidenses que los restos eran de Laundrie el 21 de octubre. El FBI dijo que se confirmó que el cuerpo era de Laundrie a partir de la comparación de los registros dentales.
Después de la autopsia realizada al cuerpo de Laundrie, la policía confirmó el 23 de noviembre de 2021 que la causa de su muerte fue que se había suicidado con un disparo en la cabeza.